# ديف بلاك
ديف بلاك (بالإنجليزية: Dave Black)‏ هو موسيقي أمريكي، ولد في 23 يناير 1928 في فيلادلفيا في الولايات المتحدة، وتوفي في 4 ديسمبر 2006 في ألاميدا في الولايات المتحدة.

## وصلات خارجية
- ديف بلاك على موقع ميوزك برينز (الإنجليزية)
- ديف بلاك على موقع أول ميوزيك (الإنجليزية)
- ديف بلاك على موقع ديسكوغز (الإنجليزية)